# Adisorn Poomchart
Adisorn Poomchart (thailändisch อภิศร ภูมิชาติ, * 28. März 1994) ist ein thailändischer Fußballspieler.

## Karriere
2015 bis 2016 spielte Adisorn Poomchart beim damaligen Zweitligisten BBCU FC. Der Club spielte in der zweiten Liga, der Thai Premier League Division 1. 2017 wechselte er zum Zweitligisten Army United nach Bangkok. Nach einem Jahr ging er 2018 zu Chiangrai United. Der Club aus Chiangrai spielte in der ersten Liga des Landes, der Thai League. Mit dem Verein gewann der 2018 den FA Cup als man im Endspiel Buriram United mit 3:2 besiegte. Im gleichen Jahr gewann er mit Chiangrai den Thai League Cup. Hier besiegte man den Erstligisten Bangkok Glass im Endspiel mit 1:0. 2019 nahm ihn sein ehemaliger Club Army United unter Vertrag. Für die Army spielte er 2019 32 Mal in der zweiten Liga. Nachdem die Army Ende 2019 ihren Rückzug aus der Liga bekannt gab, wechselte er nach Suphanburi, wo er sich dem Erstligisten Suphanburi FC anschloss. Für den Verein aus stand er 12-mal in der ersten Liga auf dem Spielfeld. Im Mai 2021 unterschrieb er einen Vertrag in Khon Kaen beim Erstligaaufsteiger Khon Kaen United FC. Für Khon Kaen bestritt er 18 Erstligaspiele. Zu Beginn der Saison 2022/23 wechselte er im Juli 2022 zum Ligakonkurrenten Chiangrai United.

## Erfolge
Chiangrai United
- Thailändischer Pokalsieger: 2018
- Thailändischer Ligapokalsieger: 2018